# Natiétéon
Natiétéon est une localité du département de Dissin, dans la province d’Ioba (région du Sud-Ouest) au Burkina Faso. En 2006, cette localité comptait 242 habitants dont 50.4% de femmes.